# Ivytide
 (mars 2025).
Motif : auteurresearch est un intermédiaire de marketing. Indica est le label. Le canal auditif ne semble être qu’une fiche. Où sont les sources secondaires externes?
- Archive Wikiwix
- Bing
- Cairn
- DuckDuckGo
- E. Universalis
- Gallica
- Google
- G. Books
- G. News
- G. Scholar
- Persée
- Qwant
- (zh) Baidu
- (ru) Yandex
- (wd) trouver des œuvres sur Wikidata

| 1. | Préciser le motif de la pose du bandeau. | Précisez le motif de la pose du bandeau en utilisant la syntaxe suivante : {{admissibilité à vérifier\|date=avril 2025\|motif=remplacez ce texte par le motif}}              |
| 2. | Informer les utilisateurs concernés.     | Pensez à avertir le créateur de l'article, par exemple, en insérant le code ci-dessous sur sa page de discussion : {{subst:avertissement admissibilité à vérifier\|Ivytide}} |

Ivytide est un groupe de fusion indie pop originaire de Montréal. Parmi ces membres fondateurs, on compte Nathan Gagné, Jamie Snytte et Kyle Ruggiero.

## Histoire
Nathan Gagné (chant/guitare) est un adepte de musique depuis l'adolescence. Seul dans sa chambre, il apprend à se servir de sa voix et de sa guitare afin de créer des mélodies. Avec les encouragements d'un ami musicien, Nathan commence à s'intéresser aux studios de l'Ouest-de-l'Île.
Il prend rendez-vous dans le studio dont Jamie Snytte (guitariste) est le copropriétaire afin d'enregistrer son premier EP solo. Un an après leur rencontre, Nathan reviens voir Jamie au studio avec l'idée d'un projet musical collaboratif. Ils s'attardent ensemble à l'écriture et à la composition de morceaux pop de chambre.
Les deux amis sont à la recherche d'un bassiste qui leur permettra de jouer leurs chansons en live. Kyles Ruggiero, un vieil ami de Jamie et ancien membre de groupe, entre dans le décor. Après avoir performé en concert à quelques reprises, le trio décide de poursuivre ensemble sous le nom d'Ivytide, qui s'inspire de l'esthétique floral et du son fluide des marées. En août 2018, Ivytide lance un premier microalbum, Bloom.

## Succès
Aujourd'hui, Ivytide a plus 23 000 d'auditeurs mensuels sur Spotify. En 2020, le succès du single "text me when you get home" a permis au groupe de figurer sur le cover de la playlist "indie pop & chill" de la même plateforme d'écoute en continu. La même année, le groupe en émergence s'est mérité un contrat d'enregistrement avec Higher Reign Music Group, une maison de disque de Sony. Le trio à traverser l'océan pour une tournée européenne en 2023, année où ils ont également performé dans plusieurs salles de spectacles au Québec  et en Ontario. En avril 2024, ils ont fait paraître leur premier album officiel, portable darkroom. Une tournée canadienne s'en est suivi durant l'été 2024.